# Конник, Гарри (младший)
Джо́зеф Га́рри Фо́улер Ко́нник-мла́дший (англ. Joseph Harry Fowler Connick Jr.; род. 11 сентября 1967, Новый Орлеан) — американский актёр, певец (крунер), джазовый пианист, автор песен и композиций для биг-бэнда. В 1989—1998 годах активно выступал в качестве солиста и руководителя джаз-оркестра, записал несколько альбомов в стиле свинг и саундтреки к фильмам, в работе над которыми принял участие аранжировщик Марк Шайман. Лауреат трёх премий «Грэмми». В конце 90-х годов сосредоточился на работе в кино.

## Творчество
В 8 лет уже начал играть джаз в клубах Нового Орлеана.
В том же возрасте принял участие в Новоорлеанском джазовом фестивале. Когда ему исполнилось 20 лет, переехал в Нью-Йорк, где быстро получил репутацию талантливого джазового исполнителя. В 1989 году режиссёр Роб Райнер предложил Гарри Коннику написать музыку к своему новому фильму «Когда Гарри встретил Салли». Картина стала бестселлером, альбом с саундтреком дважды был признан «платиновым», а Гарри получил престижную музыкальную премию «Грэмми» за лучший мужской джазовый вокал.
Это был уже настоящий успех, но Конник вдруг почувствовал себя тесно в рамках «талантливого исполнителя джаза». Гарри решает попробовать себя в кино. Его дебютом на экране стала почти эпизодическая роль пианиста в фильме 1990 года «Мемфисская красотка». Затем последовали более серьёзные работы — в детективе «Имитатор» (1995) с Сигурни Уивер и высокобюджетной фантастической постановке «День независимости» (1996).
Многие любители джаза сравнивают Гарри Конника с Нэтом Кингом Коулом, поскольку музыкант в совершенстве владеет и инструментом, и голосом. Другие спорят, доказывая, что Гарри продолжает музыкальные традиции Тони Беннета, кто-то и вовсе называет его «вторым Фрэнком Синатрой».
Как бы там ни было, но в музыкальных кругах оценили талант исполнителя — в 2004 году за альбом «Only you» Гарри получил премию «Эмми» и был назван «самым популярным джазовым музыкантом Америки».
Недавно западные СМИ распространили новость о том, что в карьере музыканта и актёра намечается новый этап — Гарри будет исполнять главную роль в бродвейском мюзикле «The Pajama Game».

## Личная жизнь
16 апреля 1994 года Гарри Конник-мл. женился на бывшей модели Victoria's Secret Джилл Гудейср, родом из Техаса в Соборе Святого Людовика (Новый Орлеан). Джилл дочь скульптора Гленны Гудейср, родом из Лаббока (Техас), живущей сейчас в Санта-Фе (Нью-Мексико). Песня «Jill» из альбома Blue Light, Red Light (1991) о ней. У них есть три дочери: Джорджия Татум (родилась 17 апреля 1996), Сара Кейт (12 сентября 1997) и Шарлотта (родилась 26 июня 2006). Конник является католиком. В настоящее время музыкант живёт с семьёй в Нью-Ханане, штат Коннектикут (США).

## Фильмография
| Год       |     | Русское название                    | Оригинальное название             | Роль                                                |
| --------- | --- | ----------------------------------- | --------------------------------- | --------------------------------------------------- |
| 1990      | ф   | Мемфисская красотка                 | Memphis Belle                     | сержант Клэй Бэсби / англ. Sgt. Clay Busby          |
| 1991      | ф   | Маленький человек Тэйт              | Little Man Tate                   | Эдди / англ. Eddie                                  |
| 1992—1992 | с   | Весёлая компания                    | Cheers                            | Расселл Бойд / англ. Russell Boyd                   |
| 1995      | ф   | Имитатор                            | Copycat                           | Дэррил Ли Калэм / англ. Daryll Lee Cullum           |
| 1996      | ф   | День независимости                  | Independence Day (1996 film)      | капитан Джимми Уайлдер / англ. Captain Jimmy Wilder |
| 1997      | ф   | Лишний багаж                        | Excess Baggage                    | Грег / англ. Greg                                   |
| 1998      | ф   | Проблески надежды                   | Hope Floats                       | Джастин Матисс / англ. Justin Matisse               |
| 1999      | мф  | Стальной гигант                     | The Iron Giant                    | Дин МакКоппин / англ. Dean McCoppin                 |
| 1999      | ф   | Своенравный сын                     | Wayward Son                       | Джесси / англ. Jesse Banks Rhodes                   |
| 2000      | ф   | Потомки обезьян                     | The Simmian Line                  | Рик / англ. Rick                                    |
| 2000      | ф   | Мой пёс Скип                        | My Dog Skip                       | рассказчик                                          |
| 2001      | тф  | Тихоокеанская история               | South Pacific                     | лейтенант Джозеф Кэйбл / англ. Lt. Joseph Cable     |
| 2002      | ф   | Романтическое преступление          | Life Without Dick                 | Дэниел Галлахер / англ. Daniel Gallagher            |
| 2002—2006 | с   | Уилл и Грейс                        | Will & Grace                      | Лео Маркус / англ. Leo Markus                       |
| 2003—2003 | с   |                                     | Freedom: A History of Us          | Джефф Томпсон / англ. Jeff Thompson                 |
| 2003      | ф   | База «Клейтон»                      | Basic                             | Уилмер / англ. Vilmer                               |
| 2004      | ф   | Микки                               | Mickey                            | Глен Райан / англ. Glen Ryan                        |
| 2005      | мф  | Счастливый эльф                     | The Happy Elf                     | Лил Фарли / англ. Lil Farley                        |
| 2006      | ф   | Глюки                               | Bug                               | Джерри Госс / англ. Jerry Goss                      |
| 2008      | ф   | P.S. Я люблю тебя                   | P.S. I Love You                   | Дэниел Коннелли / англ. Daniel Connelly             |
| 2008      | тф  | Живое доказательство                | Living Proof (film)               | доктор Деннис Слэмон / англ. Dr. Dennis Slamon      |
| 2008      | ф   | Замёрзшая из Майами                 | New in Town                       | Тэд Митчелл / англ. Ted Mitchell                    |
| 2011      | ф   | История дельфина                    | Dolphin Tale                      | доктор Клэй Хаскетт / англ. Dr. Clay Haskett        |
| 2012—2012 | с   | Закон и порядок: Специальный корпус | Law & Order: Special Victims Unit | Дэвид Хейден / англ. David Haden                    |
| 2013      | ф   | Когда поют ангелы                   | Angels Sing                       | Майкл Уолкер / англ. Michael Walker                 |
| 2013      | док | Байу Махараджа                      | Bayou Maharajah                   |                                                     |
| 2014      | ф   | История дельфина 2                  | Dolphin Tale 2                    | доктор Клэй Хаскетт / англ. Dr. Clay Haskett        |
| 2024      | ф   | Вид со скалы                        | Find Me Falling                   | Джон / англ. John                                   |

## Дискография
- «Oh, My Nola»
- «Chanson du Vieux Carre»
- «Red Light»
- «Smokey Mary» — 2013